# Randall Cobb
Randall Ladonald Cobb II (Maryville, 22 agosto 1990) è un ex giocatore di football americano statunitense che ha militato nel ruolo di wide receiver nella National Football League (NFL). Fu scelto nel corso del secondo giro (64º assoluto) del Draft NFL 2011 dai Green Bay Packers. Al college giocò a football a Kentucky.

## Carriera professionistica

### Green Bay Packers

#### Stagione 2011
Cobb fu scelto nel corso del secondo giro del Draft 2011 dai Green Bay Packers. L'8 settembre 2011, nella gara di debutto stagionale dei Packers contro i New Orleans Saints, Cobb divenne la prima persona nata negli anni 90 a giocare nella NFL. Cobb segnò il suo primo touchdown in carriera nel primo quarto della partita su una ricezione da 32 yard, seguito da un ritorno su kickoff da 108 yard che pareggiò il record NFL stabilito da Ellis Hobbs dei New England Patriots, giocata che fu nominata la migliore dell'anno dell'intera lega a fine stagione. In una gara del Monday Night Football contro i Minnesota Vikings il 14 novembre, Cobb segnò il suo secondo touchdown dell'anno come membro degli special team su un ritorno da un punt da 80 yard nel primo quarto. Grazie a quell'azione, Cobb divenne il primo rookie della storia dei Packers a segnare un touchdown sia su ritorno da kickoff che da un punt.

#### Stagione 2012

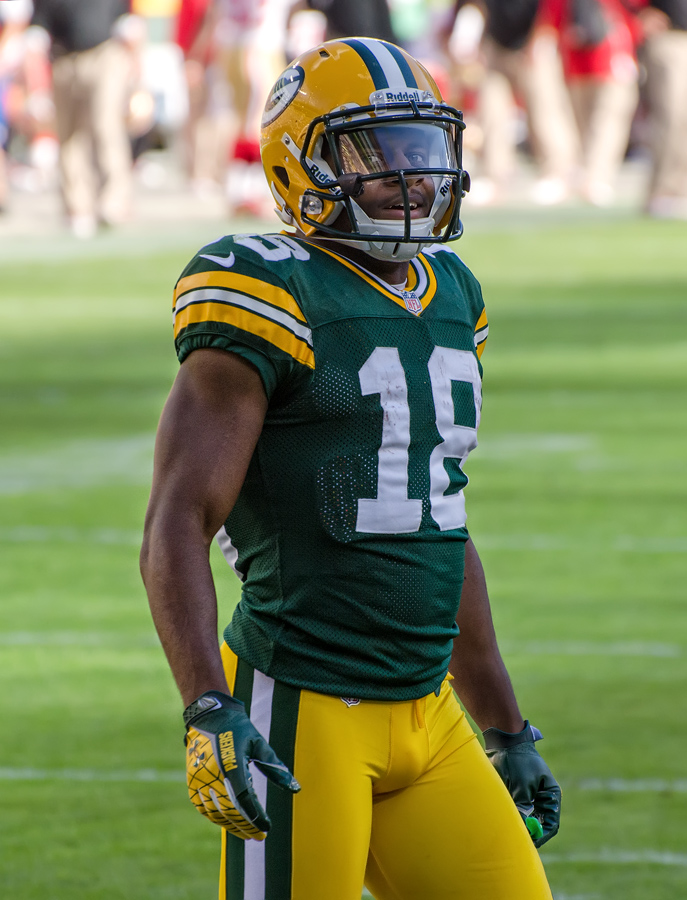
Cobb contro San Francisco nel 2012

Nella partita di debutto della stagione 2012 contro i San Francisco 49ers, pur perdendo, Cobb disputò una grande partita ricevendo 9 passaggi per 77 yard e segnando un touchdown su un ritorno di punt da 75 yard. Il giovedì successivo, Randall e i Packers si rifecero battendo gli storici rivali dei Bears. Cobb corse una volta per 28 yard e ricevette un passaggio da 20 yard. Nella settimana 4 i Packers superarono 28-27 i New Orleans Saints con Randall che ricevette 7 passaggi per 66 yard.
Nella settimana 5 i Packers sprecarono un vantaggio di 21-3 alla fine del primo tempo perdendo contro gli Indianapolis Colts per 30-27. Cobb tuttavia giocò bene guidando la squadra con 82 yard ricevute e un touchdown. Nella settimana 6, Randall disputò un'altra grande gara in cui ricevette 102 yard coi Packers che sconfissero nettamente gli imbattuti Houston Texans. Nel turno successivo, Cobb giocò un'altra gara notevole coi Packers che superarono i St. Louis Rams ricevendo 89 yard e segnando 2 touchdown.
Nella vittoria della settimana 8 sui Jacksonville Jaguars, Cobb ricevette 28 yard e segnò un touchdown. Nella agevole vittoria della settimana 9 sui Cardinals Randall segnò altri due touchdown su ricezione.
Dopo la settimana di pausa, i Packers vinsero la quinta consecutiva in casa dei Lions con Cobb che segnò il touchdown decisivo con meno di due minuti al termine della gara e Green Bay in svantaggio di tre punti. Ancora contro i Lions nella settimana 14 Cobb contribuì a un'altra vittoria con 102 yard ricevute.
Nella nettissima vittoria contro i Tennessee Titans (55-7) della settimana 16, Cobb stabilì il nuovo record di franchigia per yard totali guadagnate in una stagione ricevendone 62 e segnando un touchdown.

#### Stagione 2013
Per il secondo anno consecutivo i Packers persero al debutto contro i 49ers, con Cobb che ricevette 108 yard e segnò un touchdown. Altre 128 yard e un touchdown li mise a referto nella vittoria della settimana successiva contro i Washington Redskins. A causa di un infortunio subito nella settimana 6 contro i Baltimore Ravens, Cobb perse le successive dieci partite, tornando in campo solo nell'ultima gara della stagione, dove tuttavia risultò decisivo ricevendo da Aaron Rodgers due touchdown di cui uno da 48 yard a 38 secondi dal termine che permise ai Packers di battere i Bears e di centrare la vittoria della propria division.

#### Stagione 2014
Cobb aprì la stagione 2014 andando subito a segno nella settimana 1 ma i Packers furono sconfitti in casa dei Seattle Seahawks campioni in carica. Altri due touchdown li segnò la domenica successiva contribuendo a rimontare uno svantaggio di 18 punti contro i Jets e raggiungendo la prima vittoria stagionale. Nella settimana 4 ricevette altri due touchdown da Aaron Rodgers nella vittoria al Soldier Field di Chicago, guidando i suoi con 113 yard ricevute. Col sesto touchdown quattro giorni dopo contro i Vikings, Cobb si prese la vetta solitaria della classifica parziale della specialità. Continuò a segnare anche nelle successive quattro gare, un touchdown a testa rispettivamente contro Miami, Carolina, New Orleans e Chicago. Nel penultimo turno guidò Green Bay alla matematica qualificazione ai playoff ricevendo 11 passaggi per un massimo stagionale di 131 yard nella vittoria sui Buccaneers. Sette giorni dopo segnò due TD nella vittoria sui Lions che diede ai Packers la vittoria del titolo di division.
L'11 gennaio 2015, Cobb ricevette 8 passaggi per 116 yard e un touchdown nel divisional round dei playoff vinto contro i Dallas Cowboys, con Green Bay che si qualificò per la finale della NFC, dove sprecò un vantaggio di 19-7 a cinque minuti dal termine andando a perdere ai supplementari contro i Seahawks. Cobb chiuse la gara con 62 yard ricevute e l'unico touchdown della sua squadra. A fine anno fu convocato per il suo primo Pro Bowl al posto dell'infortunato Dez Bryant e inserito al 100º posto nel NFL Top 100 dopo essersi classificato al secondo posto dei Packers con 1.287 yard ricevute.

#### Stagione 2015
L'8 marzo 2015, Cobb rifirmò con i Packers un contratto di quattro anni del valore di 40 milioni di dollari. Dopo un touchdown nel primo turno, ne segnò tre due settimane dopo nel Monday Night contro i Chiefs in cui Green Bay si mantenne imbattuta. La sua stagione regolare si chiuse al secondo posto della squadra con 829 yard ricevute e al terzo con sei touchdown su ricezione. Nei playoff, Cobb andò a segno nella gara del primo turno vinta in casa dei Redskins. La settimana seguente, Green Bay fu eliminata da Arizona, in una gara in cui Cobb fu costretto ad uscire per infortunio.

#### Stagione 2016
Nella stagione regolare 2016, Cobb fu rallentato dagli infortuni ma emerse nel primo turno di playoff quando rilevò l'infortunato Jordy Nelson pareggiando il record NFL per la post-season con 3 touchdown su ricezione. La sua gara, vinta contro i New York Giants per 38-13, terminò con 5 ricezioni per 116 yard. Fu il secondo giocatore nell'era Super Bowl dei Packers a ricevere più di cento yard e segnare 3 TD in una gara di playoff dopo Sterling Sharpe nel 1991.

### Dallas Cowboys
Nel 2019 Cobb firmò con i Dallas Cowboys con cui nell'unica stagione disputò 15 partite, con 55 ricezioni per 828 yard e 3 touchdown.

### Houston Texans
Il 16 marzo 2020, Cobb firmò un contratto triennale del valore di 27 milioni di dollari con gli Houston Texans.

### Ritorno ai Packers
Il 28 luglio 2021 Cobb fu scambiato con i Packers per una scelta del sesto giro, dopo la richiesta del quarterback Aaron Rodgers di riunirsi con il suo ricevitore.

### New York Jets
Il 3 maggio 2023 Cobb firmó un contratto di un anno con i New York Jets dove ritrovò Aaron Rodgers, che tuttavia si infortunò per tutta la stagione dopo pochi snap della prima partita. L'unico touchdown con i Jets Cobb lo segnó nella settimana 14 contro gli Houston Texans. A fine stagione si ritirò.

## Palmarès
- Convocazioni al Pro Bowl: 1

2014
- Rookie della settimana: 1

1ª del 2011
- Giocata NFL dell'anno - 2011
- PFWA All-Rookie Team - 2011